# De kleine ijsbeer 2: Het geheimzinnige eiland
De kleine ijsbeer 2: Het geheimzinnige eiland (oorspronkelijke titel: Der kleine Eisbär 2 - Die geheimnisvolle Insel) is een Duitse animatiefilm uit 2005, geregisseerd door Piet De Rycker en Thilo Rothkirch. De film is gebaseerd op de boeken van Hans de Beer en de televisieserie Lars de kleine ijsbeer. De film is een sequel op De kleine ijsbeer uit 2001. Op de films zijn later ook weer boeken verschenen.

## Verhaal
De zingende Caruso de pinguïn wordt op de trein gezet omdat de oudere ijsberen er genoeg van hebben. Lars en zijn vriendje Robbie willen hem redden, maar komen vast te zitten in de trein. Daarmee komen ze aan in de haven. ze verstoppen zich op een schip. Als ze tijdens het varen overboord slaan, kunnen ze nog net de kust bereiken van een mysterieus eiland.

## Rolverdeling

### Originele versie
| Acteur            | Personage |
| ----------------- | --------- |
| Maximilian Artajo | Lars      |
| Dirk Bach         | Caruso    |
| Leander Wolf      | Robby     |
| Adak Azdasht      | Lena      |
| Lisa Mitsching    | Pieps     |
| Ingolf Lück       | Mika      |
| Ralf Schmitz      | Pepe      |
| Céline Vogt       | Greta     |
| Joy Gruttmann     | Maria     |
| Eva Mattes        | Darwina   |

### Nederlandse versie
| Acteur            | Personage |
| ----------------- | --------- |
| Xavier Werner     | Lars      |
| Jon van Eerd      | Caruso    |
| Lottie Hellingman | Pieps     |
| Timo Bakker       | Mika      |
| Filip Bolluyt     | Boris     |
| Fred Butter       | Barend    |
| Raymi Sambo       | Boeble    |
| Murth Mossel      | Pepe      |
| Kisten Fennis     | Greta     |